# Vlakslijpmachine
Vlakslijpmachines worden gebruikt voor het bewerken van platte vlakken.
Het vlakslijpen kan met kom- of cilindrische slijpstenen gebeuren.
Opdat de persoon die aan het slijpen is zijn werkstuk kan zien, zijn vlakslijpmachines met een komsteen meestal uitgevoerd met een verticale hoofdas, die met een cilindrische slijpsteen meestal met een horizontale hoofdas.
Vlakslijpmachines hebben meestal slechts één toerental voor de slijpsteen.
Horizontale vlakslijpmachines die met de omtrek van een cilindrische slijpsteen slijpen, zijn geschikt voor de fijnste vlakslijpbewerkingen, het zuiverste slijpwerk wordt verkregen met machines met horizontale hoofdspil.
Vanwege het kleine aanrakingsvlak tussen slijpsteen en werkstuk zijn ze niet geschikt voor grote spaanafname.
Machines met horizontale slijpspil en schijfsteen worden in nauwkeurige uitvoering gebruikt voor het fijnslijpen, waarbij de diepte van de bewerkingsgroeven normaal niet groter is dan ongeveer 3 micrometer, en dikwijls kleiner is dan 1 micrometer.
De hoofd- en aanzetbeweging worden meestal door de slijpsteen uitgevoerd, de langs– en dwarsbewegingen meestal door het werkstuk.
Van de grote verscheidenheid soorten vlakslijpmachines komen die met een roterende tafel in aanmerking voor het slijpen van grotere series kleine werkstukken, zoals spieën, busjes, zuigerveren, enz., terwijl die met machinaal heen en weer bewegende werkstukslede in de eerste plaats voor langere werkstukken worden gebruikt.
Het toepassingsgebied van deze laatste machine is universeler omdat ook series korte werkstukken achter elkaar opgespannen, of met spanplaten in een groep tegen elkaar aangedrukt kunnen worden.
Cilindrische slijpstenen zijn ook geschikt voor het naslijpen van bijvoorbeeld diepliggende geleidingsvlakken, of het slijpen van hoeken.
Men kan er zelfs lengteprofielen mee slijpen door de slijpsteen het gewenste profiel te geven.
Verticale vlakslijpmachines die werken met een komsteen verspanen veel sneller dan vlakslijpmachines met een cilindrische slijpsteen.
Door het grotere aanrakingsvlak tussen slijpsteen en werkstuk zijn er veel meer slijpkorrels bij de spaanafname betrokken
Dikwijls is de spaanafname zelfs groter dan die van schaaf- of freesmachines.
Ze zijn typische productiemachines.
Hoewel het met een verticale vlakslijpmachine geslepen oppervlak nog vrij goed is, wordt deze machine toch niet gebruikt voor de fijnste slijpbewerkingen.
Komstenen zijn zeer geschikt voor het slijpen van onderbroken vlakken.
Hierbij is echter de warmte groot, terwijl het koelen moeilijk is. Voor het slijpen van dergelijke vlakken zijn de uit segmenten samengestelde segmentstenen beter geschikt. De ruimten tussen de segmenten maken een goede toevoer van de koelvloeistof en een goede afvoer van de spaantjes mogelijk. Toch zullen de segmenten, wanneer ze zonder onderbreking moeten slijpen, door de slijpspaantjes dichtsmeren.
Een goede spaanafvoer is alleen mogelijk, als de werkstukken niet breder zijn dan 2/3 van de diameter van de slijpsteendiameter.
Dit geldt zowel voor de kom– als bij het gebruik van een vlakslijpmachine met heen en weer bewegende werkstukslede en slijpsteen verkrijgt men een goed glad oppervlak (horizontale vlakslijpmachine), terwijl bij gebruik van een vlakslijpmachine met een segmentkop een oppervlak verkregen wordt met een groot aantal door elkaar snijdende slijpgroeven.
Door de slijpspil met de segmentkop iets schuin te zetten zodat zij slechts over een deel van het steenoppervlak draagt, kan het slijpbeeld van door elkaar lopende cirkelbogen, zoals in de afbeeldingen aangegeven
Moeten brede vlakken met een kleine segmentkop geslepen worden, dan gaan de cirkelbogen elkaar toch weer snijden.
Bij de verticale vlakslijpmachine zijn slechts drie bewegingen nodig :
1. de draaiende hoofdbeweging
2. de aanzetbeweging van de slijpsteen en de langsbeweging
3. de laatste beweging kan zowel door de slijpsteen als door het werkstuk worden uitgevoerd